# محمود العربي
محمود العربي (ولد 1932 في المنوفية، مصر - توفي 9 سبتمبر 2021) رجل أعمال مصري، وعضو برلمان سابق، وكان رئيس مجلس إدارة مجموعة شركات العربي (العربي جروب) التي تأسست 1964 والعاملة في تصنيع وتسويق الأجهزة الكهربية والمنزلية والمالكة لتوكيلات مثل شارب وتوشيبا وسيكو.

## نشأته
من مواليد عام 1932 بقرية أبو رقبة مركز أشمون بمحافظة المنوفية، وكان والده مزارعًا مستأجرا يزرع أرضًا ليست ملكه، وقام بإرساله إلى «الكُتَّاب» وهو في سن ثلاث سنوات فتعلم القرآن، ولم يلتحق بالتعليم بسبب ظروف والده الاقتصادية، وقد بدأ كبائع في متجر حيث ظهر لديه ميل للتجارة منذ صغره فكان وهو طفل صغير يبيع لعب الأطفال على مصطبة بيتهم بالقرية في العيد ويدخر الأصل والمكسب يعطيه لأخيه غير الشقيق فيشتري له غيرها ولما وجد فيه الأخ هذه الموهبة قام باصطحابه للقاهرة حيث عمل في الموسكي بائعا من محل لمحل ثم اشترى وشريك له محلا في منطقة الموسكي وبدأ التحول من عامل لصاحب عمل ولم ينس الرجل حق الشريك ولاحق الفقير فكان في ماله حق معلوم للسائل والمحروم وحصل الرجل على توكيل كبرى الشركات اليابانية وحلم بأن يتحول من رجل تجارة لرجل صناعة وهمه أن يفتح أكبر قدر من البيوت بزيادة عدد العاملين معه وانتقل النشاط لأماكن أخرى غير الموسكي ليمتد لجزيرة بدران بشبرا وبورسعيد وتبنى المصانع في بنها ثم تتوسع لتحتل الجزء الأكبر من المنطقة الصناعية بقويسنا بالمنوفية وتدور العجلة ومع نفس الخط الصناعي التجاري يسير الخط الخيري، ويعاون الرجل نخبة من أهل الثقة وأهل الخبرة يتقدمهم أخيه الحاج محمد العربي وكوكبة من الرجال المخلصين للشركة.

## مسيرته العملية
في عام 1975 زار العربي اليابان، ورأى مصانع شركة توشيبا التي حصل على توكيلها، فطلب منهم إنشاء مصنع في مصر، وكان لديه أرض في طريق مصر-إسكندرية الزراعي، زارها خبراء من اليابان وأقروا بصلاحيتها، وتم إنشاء أول مصنع للشركة في مصر. وفي 1982 تم بناء مجمع صناعي في بنها. وعلى مدار العقود التالية زادت شراكاته مع شركات يابانية مصنعة للأجهزة الإلكترونية وغيرها ليصبح وكيلاً لعلاماتها التجارية مثل سوني، سيكو، إن إي سي، وهيتاشي. وفي الوقت الحالي، وصلت مبيعات «مجموعة العربي» أكثر من 400 منتج في 22 دولة، وتتكون شبكة التوزيع والخدمات للمجموعة من أكثر من 2800 مركز بيع وأكثر من 180 مركز لخدمات ما بعد البيع.

## الحياة السياسية
دخل المعترك السياسي بناء على طلب محافظ القاهرة وأصبح نائباً بمجلس الشعب، إلا أنه لم يترشح مجدداً لتفضيله مجال التجارة والصناعة والابتعاد عن مجال السياسة.

## أوسمة وجوائز
حصل الحاج محمود العربي على أرفع وسام ياباني (وسام الشمس المشرقة) من الإمبراطور الياباني أكيهيتو في مايو 2009. لدوره في دعم وتحسين العلاقات الاقتصادية المصرية اليابانية وقد قام بتسليمه الوسام هيروفومي ناكاسوني (باليابانية: 中曽根 弘文 ناكاسونه هيروفومي).

## وفاته
توفي يوم الخميس 9 سبتمبر 2021 ميلاديًّا، الموافق 2 صفر 1443 هجريًّا، عن عمر ناهز 89 عامًا.

## قراءة موسعة
- سر حياتي «حكاية العربي». خالد صالح مصطفى. دار نهضة مصر.